# Aegolius harrisii
Aegolius harrisii е вид птица от семейство Совови (Strigidae). Видът е незастрашен от изчезване.

## Разпространение
Разпространен е в Аржентина, Боливия, Бразилия, Колумбия, Еквадор, Парагвай, Перу, Уругвай и Венецуела.